# Litoria nannotis
Litoria nannotis је водоземац из реда жаба.

## Угроженост
Ова врста се сматра угроженом.

## Распрострањење
Аустралија је једино познато природно станиште врсте.
Популација ове врсте је стабилна, судећи по доступним подацима.

## Станиште
Природно станиште је од 180 до 1.300 метара надморске висине. 
Станишта врсте су шуме и слатководна подручја.